# Igor Georgijewitsch Neiswestny
Igor Georgijewitsch Neiswestny (russisch Игорь Георгиевич Неизвестный; * 26. November 1931 in Odessa) ist ein ukrainisch-russischer Physiker und Hochschullehrer.

## Leben
Neiswestnys Großvater mütterlicherseits war der Astronom Alexander Jakowlewitsch Orlow. Neiswestny studierte an der Fakultät für Elektromechanik des Moskauer Energetischen Instituts mit Abschluss 1956 in der Fachrichtung Dielektrika und Halbleiter. Darauf war er wissenschaftlicher Mitarbeiter im Moskauer Lebedew-Institut für Physik (FIAN) der Akademie der Wissenschaften der UdSSR (AN-SSSR, ab 1991 Russische Akademie der Wissenschaften (RAN)) bei Anatoli Wassiljewitsch Rschanow.
1962 ging Neiswestny mit Rschanow in das neue von Rschanow geleitete Institut für Festkörperphysik im Nowosibirsker Akademgorodok, das 1964 mit dem Institut für Radiophysik das Halbleiter-Institut der Sibirischen Abteilung (SO) der AN-SSSR mit Rschanow als Direktor wurde. 1966 wurde Neiswestny mit seiner Dissertation über die Natur der Rekombinationszentren der Ladungsträger an Germaniumoberflächen zum Kandidaten der physikalisch-mathematischen Wissenschaften promoviert. 1973–1980 leitete er das Laboratorium für Physik und Technologie der Germanium-Metall-Dielektrikum-Halbleiter-Strukturen. Er untersuchte die physikalischen Prozesse an den Halbleiter-Dielektrikum-Grenzflächen und die Wechselwirkung von Strahlung mit Halbleiter-Heterostrukturen. Er leitete die Computersimulation der Bildung dünner Oberflächenschichten. Arbeitsschwerpunkte waren auch die Quantenkryptographie und Oberflächensperrschicht-Biosensoren. Mit der Dissertation über Germanium-Dielektrikum-Grenzflächen wurde er 1980 Doktor der physikalisch-mathematischen Wissenschaften. 1990 wurde er zum Korrespondierenden Mitglied der AN-SSSR gewählt. Ab 2004 leitete er die Abteilung für Dünnschichtstrukturen für Mikroelektronik und Photoelektronik.
Neiswestny lehrte an der Staatlichen Technischen Universität Nowosibirsk am Lehrstuhl für Halbleitergeräte und Mikroelektronik mit Ernennung zum Professor 1983. 1988–2010 leitete er den Lehrstuhl. 2010 wurde er zum Ehrenprofessor der Universität Odessa gewählt.

## Ehrungen, Preise
- Orden des Roten Banners der Arbeit (1971)
- Staatspreis der Russischen Föderation für Wissenschaft und Technik für die Entdeckung und die experimentelle und theoretische Untersuchung einer neuen Klasse von lichtempfindlichen Halbleitermaterialien (1995)
- Preis der Regierung der Russischen Föderation für Bildung (2012)